# Sérézin-de-la-Tour
Sérézin-de-la-Tour is een gemeente in het Franse departement Isère (regio Auvergne-Rhône-Alpes). De plaats maakt deel uit van het arrondissement La Tour-du-Pin. Sérézin-de-la-Tour telde op 1 januari 2022 1.134 inwoners. 

## Geografie
De oppervlakte van Sérézin-de-la-Tour bedroeg op 1 januari 2022 9,31 vierkante kilometer; de bevolkingsdichtheid was toen 121,8 inwoners per km².

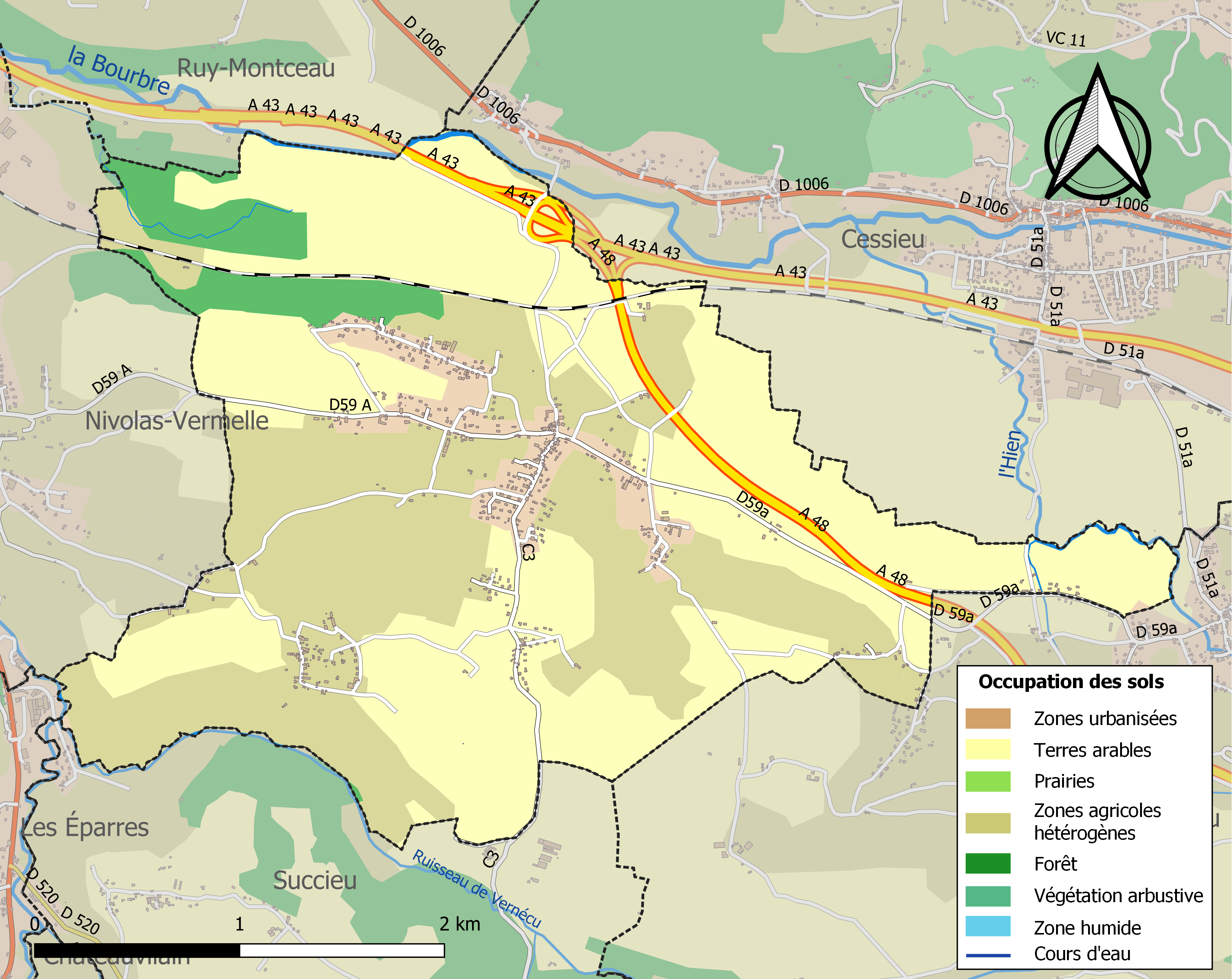
Kaart van de gemeente met de belangrijkste infrastructuur, bodemgebruik en omliggende gemeenten

## Demografie
Onderstaande figuur toont het verloop van het inwonertal (bron: INSEE-tellingen).